# Weissfluh
Weissfluh är ett berg i Schweiz. Det ligger i regionen Plessur och kantonen Graubünden, i den östra delen av landet. Toppen på Weissfluh är 2 843 meter över havet.
Weissfluh är den högsta punkten i trakten.
I omgivningarna runt Weissfluh förekommer i huvudsak kala bergstoppar.